# Амирим
Амирим (ивр. אֲמִירִים, буквально «верхушки деревьев») — мошав в северном регионе Израиля, основанный вегетарианцами в 1958-м году.

## Население
По данным Центрального статистического бюро Израиля, население на начало 2020 года составляло 866 человек.

## География

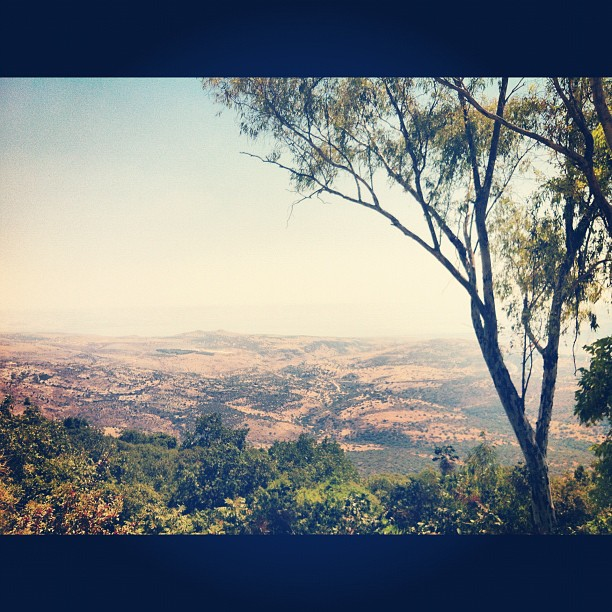
Вид из Амирима на озеро Кинерет

Амирим расположен на высоте 650 м над уровнем моря на холме, выходящем на Галилейское море (озеро Кинерет). Мошав расположен в 15 км от Цфата.
Мошав находится на южном склоне, защищенном от зимних ветров заповедником горы Мерон.

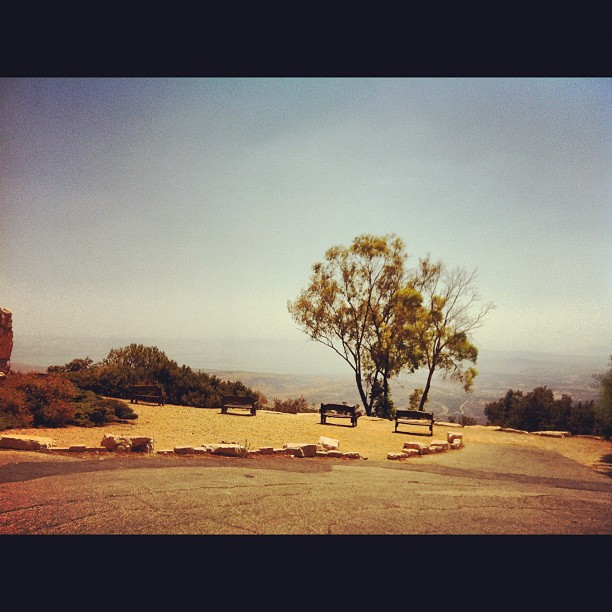
Вид из Амирима на Галилейское море

Расстояние (по прямой):
До Иерусалима — 130 км;
До Тель-Авива — 113 км;
До Хайфы — 42 км;
До Беэр-Шевы — 196 км.

## Администрация мошава
Административно относится к региональному совету «Мером ха-Галиль», входит в поселенческое движение «Тнуат ха-Мошавим».

## История
Первые попытки еврейских иммигрантов из Марокко основать поселение в 1950-х не увенчались успехом. Первоначально этот мошав назывался «Шефа Бет». В 1958 группа людей разного происхождения объединилась, чтобы создать мошав, основанный на вегетарианском и веганском образе жизни и идеологии. Среди них были многочисленные семьи Адвентистов Седьмого Дня «Ветви Давидовой» под предводительством Бенджамина Родена и Луис Роден. Основатели Амирима были исторически первыми среди всего вегетарианского движения в Израиле. Родены основали «Ветвь Органической Сельскохозяйственной Ассоциации», одну из первых организаций, которая поддерживает органическое садоводство в Израиле, и которая производит большое количество зерновых культур для жителей своих территорий и для Европы.

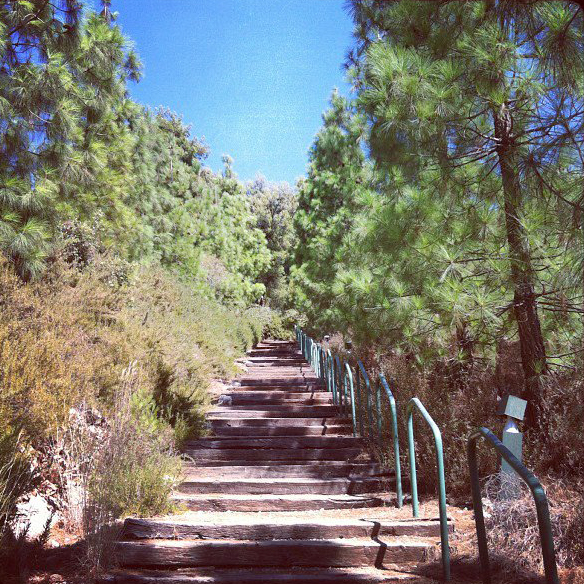
Мошав

## Экономика
Туризм — один из главных источников дохода. Местные магазины, отели и кафе-рестораны отличаются своим исключительно вегетарианским меню.
В начале 1960-х Еврейское Агентство помогло 10 семьям построить свои первые циммеры (дачи для гостей).